# Verbindliche Zolltarifauskunft
Eine verbindliche Zolltarifauskunft (kurz: vZTA) ist eine Entscheidung im Sinne des Zollkodex der Union. In dieser Entscheidung wird von der Zollbehörde rechtsverbindlich festgelegt, wie die in der vZTA genannte Ware in den Gemeinsamen Zolltarif (TARIC) der Europäischen Union einzureihen ist.

## Sinn und Zweck
Eine vZTA dient dem Wirtschaftsbeteiligten dazu, bereits vor der Abfertigung der Ware die entstehenden Kosten zu berechnen und die notwendigen Papiere rechtzeitig zu beschaffen. Zudem spart ein Wirtschaftsbeteiligter Zeit. Durch die rechtsverbindliche Einreihung der Ware in den Gemeinsamen Zolltarif der Europäischen Union kann die Abfertigung zügiger vonstattengehen, da bereits vor der Abfertigung die Codenummer ermittelt wurde.
Aus diesem Grunde ist es sinnvoll, bei der Beantragung der vZTA z. B. eine Artikelnummer o. ä. mit anzugeben, da nur für die in der vZTA beschriebene Ware diese Auskunft gilt.
Zusätzlich zu der genauen Warenbeschreibung im Antrag sollte, wenn möglich, ein Warenmuster mitgeschickt werden. Dies ist besonders dann wichtig, wenn der Artikel aus unterschiedlichen Materialien besteht, die für die Einreihung von Bedeutung sein können. Wenn noch nicht vorhanden (z. B. neuer Artikel) ein Datenblatt mit den entsprechenden Angaben mitschicken. Daten werden auf Wunsch vertraulich behandelt und nicht veröffentlicht.

## Erteilungsvoraussetzungen
Eine vZTA wird nur auf elektronisch übermittelten Antrag erteilt. Ein Papierantrag kann nur noch in Ausnahmefall gestellt werden (Artikel 6 Abs. 3 b) UZK).
Der Antrag muss sich auf eine tatsächlich geplante Einfuhr in das Zollgebiet der Union bzw. Ausfuhr beziehen.
Bei der Ausfuhr muss es zusätzlich auf die zolltarifrechtliche Einreihung im Hinblick auf Ausfuhrabgaben, Ausfuhrvergünstigen oder einer sonst zolltariflichen Maßnahme (z. B. passive Veredelung) ankommen.
Für die bloße Ausfuhr, für statistische Zwecke, für präferenzielle Zwecke und für den innergemeinschaftlichen Handel kann eine vZTA nicht beantragt werden.
Außerdem darf für den gleichen Berechtigten, die gleiche Ware und die gleiche Nomenklatur keine weitere vZTA beantragt bzw. erteilt werden.

### Unverbindliche Tarifauskunft
Sind die Erteilungsvoraussetzungen nicht erfüllt, darf eine vZTA nicht erteilt werden.
In diesen Fällen besteht für den Wirtschaftsbeteiligten jedoch die Möglichkeit eine unverbindliche Tarifauskunft einzuholen.
Im Falle der bloßen Ausfuhr bekommt der Wirtschaftsbeteiligte beim Informations- und Wissensmanagement Zoll die jeweilige Auskunft. Weiterhin besteht die Möglichkeit, sofern sich die gewünschte unverbindliche Zolltarifauskunft auf ein konkret beabsichtigtes oder laufendes Abfertigungsverfahren bezieht, sich an die jeweils örtlich zuständige Zolldienststelle zu wenden.
Auskünfte über die Einreihung von Waren in das Warenverzeichnis für die Außenhandelsstatistik erteilt auf Anfrage das Statistische Bundesamt.
Für präferenzielle Zwecke wurde das Instrument der verbindlichen Ursprungsauskunft geschaffen, welche ebenfalls beim Hauptzollamt Hannover zu beantragen ist.
Im Falle eines (beabsichtigten) innergemeinschaftlichen Handels können unverbindliche Zolltarifauskünfte für Umsatzsteuerzwecke bei dem jeweils zuständigen Dienstsitz des Bildungs- und Wissenschaftszentrums der Bundesfinanzverwaltung eingeholt werden.

## Nomenklaturen
Eine vZTA kann für unterschiedliche Nomenklaturen beantragt werden. Diese sind:
- das Harmonisierte System (HS) = Stellen 1 bis 6 der 11-stelligen Codenummer,
- die Kombinierte Nomenklatur (KN) = Stellen 1 bis 8 der 11-stelligen Codenummer,
- den TARIC = Stellen 1 bis 10 der 11-stelligen Codenummer,
- die Codenummer = alle 11 Stellen,

sowie
- für Ausfuhrerstattungen = 11-stellige Codenummer und Zusatzcode.

## Gültigkeit
Eine vZTA ist drei Jahre lang, vom Zeitpunkt ihrer Erteilung an gerechnet, gültig. Für vor dem Zeitpunkt der Erteilung zurückliegende Ein- oder Ausfuhrvorgänge kann die vZTA nicht genutzt werden.
Die vZTA bindet die Zollbehörden der Europäischen Union als auch den Inhaber der Entscheidung nur hinsichtlich der zolltariflichen Einreihung der Ware; d. h., dass nur die Codenummer festgelegt ist, nicht aber die daran anknüpfenden Maßnahmen wie z. B. der Zollsatz.
Die vZTA kann nur von dem Berechtigten, der Person, der die verbindliche Auskunft erteilt wird, oder für dessen Rechnung genutzt werden. Der Berechtigte ist in der vZTA genannt.
Der Inhaber der vZTA hat bei Erfüllung der Zollförmlichkeiten unter Nennung der Referenznummer der vZTA-Entscheidung in der Zollanmeldung anzugeben (Artikel 20 Durchführungsverordnung (EU) 2015/2447). Andernfalls ist eine Berufung auf die verbindliche Einreihung nicht möglich.

### Ungültig werden
Eine vZTA kann vor Ablauf der Drei-Jahres-Frist ungültig werden, wenn sie:
- a) zurückgenommen wird, weil die vZTA aufgrund unrichtiger oder unvollständiger Angaben des Antragstellers erteilt wurde,
- b) aufgrund des Erlasses einer EU-Verordnung dem in der damals erteilten vZTA dem jetzt gesetzten Recht nicht mehr entspricht,
- c) mit der Auslegung einer Nomenklatur nicht mehr vereinbar ist, z. B. weil die Erläuterungen zum Harmonisierten System oder zur Kombinierten Nomenklatur geändert worden sind, ein Urteil des Europäischen Gerichtshofes verkündet wurde oder aufgrund neuer Erkenntnisse bzw. modernerer Herstellungsverfahren und Materialien die Auffassung zum Einreihungsergebnis neu überdacht werden musste; oder
- d) aufgrund eines förmlichen Widerrufs durch die zuständige Zollbehörde widerrufen wird.

### Vertrauensschutz
In den vorstehend genannten Fall des Buchstaben c) und d) hat der Berechtigte die Möglichkeit Vertrauensschutz zu beantragen. Sollte dem Antrag gefolgt werden, gilt die vZTA (im Falle des Buchstaben c)) vom Zeitpunkt der Veröffentlichung oder (im Falle des Buchstaben d)) der Innkenntnissetzung des förmlichen Widerrufs weitere sechs Monate. Jedoch darf durch die Vertrauensschutzregelung die Gültigkeit von drei Jahren nicht überschritten werden.
In dem Fall des vorstehend genannten Buchstaben b) kann ebenfalls Vertrauensschutz bestehen. Dabei kommt es darauf an, ob in der EU-Verordnung Vertrauensschutz gewährt wird. Für diesen Fall ist kein Antrag zu stellen und die Frist für den Vertrauensschutz variiert.

#### Sinn und Zweck des Vertrauensschutzes
Damit sich der Berechtigte weiterhin für eine bestimmte Zeit auf die verbindliche Auskunft berufen kann, besteht die Regelung auf Vertrauensschutz.
Ansonsten könnte sich der Berechtigte vom Zeitpunkt der Veröffentlichung oder der Innkenntnissetzung des förmlichen Widerrufs nicht auf die vZTA berufen. Somit wäre die durch die vZTA bezweckte Planungssicherheit des Berechtigten nicht gegeben, weil der Berechtigte aufgrund der Kenntnis der einst gültigen vZTA bereits einen Kauf- oder Verkaufsvertrag geschlossen hat.

#### Voraussetzung für die Beantragung von Vertrauensschutz
Voraussetzung für die Beantragung von Vertrauensschutz ist, dass der Berechtigte vor dem Zeitpunkt der Bekanntgabe des Ungültigwerdens der vZTA aufgrund der vZTA einen rechtsverbindlichen und endgültigen Vertrag zum Kauf oder Verkauf der in der vZTA genannten Ware abgeschlossen hat. Weiterhin darf die Ware nicht vor dem Ungültigwerden der vZTA ein- bzw. ausgeführt worden sein.
Dieses ist der zuständigen Zollbehörde nachzuweisen.
Werden verbindliche Zolltarifauskünfte wegen neuer Gerichtsentscheidungen oder Änderungen in den Erläuterungen zur Kombinierten Nomenklatur kraft Gesetzes unwirksam, kann ein Vertrauensschutz nur dann in Anspruch genommen werden, wenn dieser binnen 30 Tagen bei der zuständigen Zollbehörde beantragt wird (Art. 34 Abs. 9 UA 3 UZK).

## Zuständigkeit
Anträge auf Erteilung von vZTA sind beim Hauptzollamt Hannover zu stellen. Das Hauptzollamt Hannover ist auch für die Erteilung von vZTA zuständig.

## Gebühren
vZTA werden gebührenfrei erteilt. Den Zollbehörden entstandene Auslagen für besondere Maßnahmen wie Analysen über die Beschaffenheit der Ware, Sachverständigengutachten für die Ware und/oder die Rücksendung des Warenmusters an den Antragsteller können dem Antragsteller in Rechnung gestellt werden. Diese Auslagen können jedoch erst erhoben werden soweit diese im Einzelfall 5 Euro oder mehr betragen.

## Rechtsgrundlagen
Rechtsgrundlagen für die vZTA sind die Artikel 33 und 34 des Zollkodex der Union, Artikel 19 bis 23 der Delegierten Verordnung (EU) 2015/2446 sowie die Artikel 16 bis 23 der Durchführungsverordnung (EU) 2015/2447.
Zudem liegt ein entscheidendes Urteil des Bundesfinanzhofes vor (BFH v. 14. November 2000, VII R 84/99).